# Morski Dywizjon Lotniczy
Morski Dywizjon Lotniczy (česky „Námořní letecká peruť“) byla letecká jednotka meziválečného Polska založená roku 1920 ve městě Puck. 
V roce 1939 se útvar skládal z I. letky dálkového průzkumu (polsky I. Eskadra Dalekiego Rozpoznania), II. letky blízkého průzkumu (polsky II. Eskadra Bliskiego Rozpoznania) a Spojovacího roje velitelství sil pobřežní obrany (polsky Pluton Łączności Dowództwa Obrony Wybrzeża).
Puck byl v pátek 1. září 1939 v 5:20 ráno bombardován nacistickou Luftwaffe, a zasažena byla i námořní letecká základna, jejíž jednotky utrpěly značné ztráty.